# Klein Upahl
Klein Upahl ist eine Gemeinde im Südwesten des Landkreises Rostock in Mecklenburg-Vorpommern (Deutschland). Die Gemeinde wird vom Amt Güstrow-Land mit Sitz in der nicht amtsangehörigen Stadt Güstrow verwaltet.

## Geografie

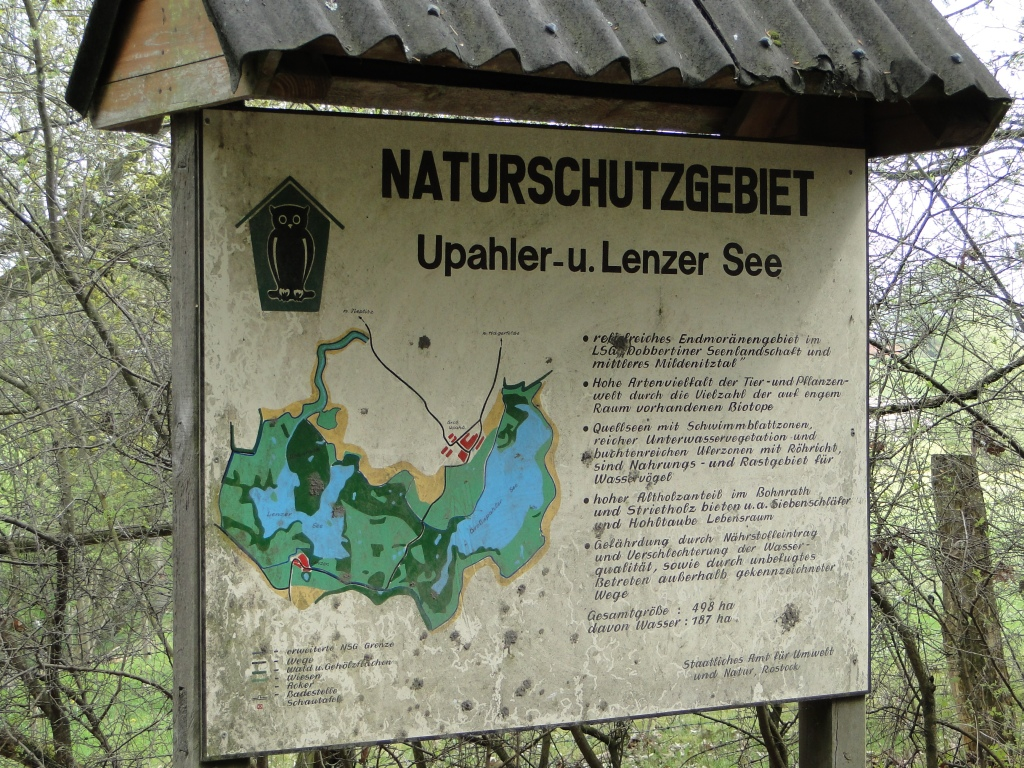
Tafel des Naturschutzgebietes Upahler- und Lenzer See

Die Gemeinde Klein Upahl inmitten der Mecklenburgischen Seenplatte liegt in einem hügeligen Gebiet zwischen den Städten Güstrow, Bützow und Goldberg. Das Gemeindegebiet Klein Upahls grenzt an den Landkreis Ludwigslust-Parchim. Westlich der Gemeinde befindet sich der unter Naturschutz stehende Groß Upahler See, einige Kilometer südlich der Naturpark Nossentiner/Schwinzer Heide. Neben einem Gutshof mit einem Steakhaus-Restaurant hat Klein Upahl ein Landtechnik-Museum aufzuweisen.
Umgeben wird Klein Upahl von den Nachbargemeinden Gülzow-Prüzen im Norden, Lohmen im Osten und Süden sowie Mustin im Westen.

## Geschichte
Gerdshagen war bereits bis zum 1. Juli 1950 eine eigenständige Gemeinde und war dann bis zum 15. Januar 1992 Ortsteil der aufgelösten Gemeinde Gerdshagen, ehe es erneut eine eigene Gemeinde wurde.
In Mecklenburg-Schwerin gehörte Klein Upahl bis 1921 zum Klosteramt Dobbertin, dann zum Amt Güstrow, das im vereinigten Land Mecklenburg 1934 zum Landkreis Güstrow wurde. Im Rahmen der Verwaltungsreform von 1952 kam Klein Upahl mit dem nun verkleinerten Kreis Güstrow zum Bezirk Schwerin und nach der Wende zum wiederhergestellten Land Mecklenburg und schließlich 20122 zum Landkreis Rostock.

## Politik

### Gemeindevertretung und Bürgermeister
Der Gemeinderat besteht (inkl. Bürgermeisterin) aus 7 Mitgliedern. Die Wahl zum Gemeinderat am 26. Mai 2019 hatte folgende Ergebnisse:
| Partei/Bewerber                      | Prozent | Sitze |
| ------------------------------------ | ------- | ----- |
| Freie Wählergemeinschaft Klein Upahl | 63,46   | 4     |
| CDU                                  | 36,54   | 2     |

Bürgermeisterin der Gemeinde ist Andrea Bornemann (Freie Wählergemeinschaft Klein Upahl); sie wurde mit 67,91 % der Stimmen  gewählt.

## Verkehrsanbindung
Die Gemeinde liegt an der Verbindungsstraße von Bützow nach Goldberg, durch die Nachbargemeinde Gülzow-Prüzen führt die Bundesstraße 104. Der nächstgelegene Bahnhof befindet sich in der zwölf Kilometer entfernten Kreisstadt Güstrow.

## Karten
- Charte von den Besitzungen des Klosters Dobbertin, Abteilung I. 1822, enthält Klein Upahl, angefertigt nach den vorhandenen Gutskarten Anno 1822 durch I. H. Zebuhr.